# Ana Alba García
Ana Alba García (Barcelona, 16 de octubre de 1971-Barcelona., 6 de mayo de 2020) fue una periodista española, corresponsal en Oriente Próximo y en la antigua Yugoslavia. Desde 2011 hasta su fallecimiento fue la corresponsal en Israel de El Periódico.

## Biografía
Licenciada en Ciencias de la Información por la Universidad Autónoma de Barcelona (1995),  en 1997 se trasladó a Sarajevo (Bosnia-Herzegovina) como corresponsal del diario Avui. Desde allí informó sobre la guerra de Bosnia y, posteriormente, la guerra de Kosovo.
Parte de su trabajo la realizó como freelance enviando sus crónicas a los diarios Avui y El Periódico. Desde Oriente Próximo, envió las crónicas sobre las manifestaciones que pusieron fin al mandato de Slobodan Milošević en Serbia (2000) y las Protestas electorales en Irán (2009).
En 2011 se trasladó, como corresponsal del diario El Periódico, a Jerusalén, donde permaneció hasta su muerte. Entre otras noticias cubrió el Conflicto de la Franja de Gaza (2008-09), y la Operación Pilar Defensivo (2012).
En 2014 trabajó para el servicio castellano de la agencia rusa Sputnik.
Dirigió, junto con la reportera navarra Beatriz Lecumberri, un documental titulado "Condenadas en Gaza", sobre las dificultades que sufren las enfermas de la Franja para ser tratadas de su enfermedad.
Envió su última crónica el 20 de abril de 2020, sobre el acuerdo entre Netanyahu y Gantz para formar un gobierno de unidad nacional.
Falleció en la misma ciudad que la vio nacer, 48 años después, el 6 de mayo de 2020, a causa de un cáncer que padecía desde hacía tres años.

## Premios
- XIII edición del Premio Julio Anguita Parrado (7 de abril de 2020), entregado por el Sindicato de Periodistas de Andalucía en homenaje al periodista fallecido en la guerra de Irak (2003). El premio fue concedido a Alba García en reconocimiento al "rigor, responsabilidad y compromiso con las poblaciones más vulnerables de los conflictos armados" demostrado por ella a lo largo de su carrera profesional.[1]
- Finalista del premio Cirilo Rodríguez (mayo de 2019), otorgado por la Asociación de Periodistas de Segovia.[5][3]